# Helga Haugland Byfuglien

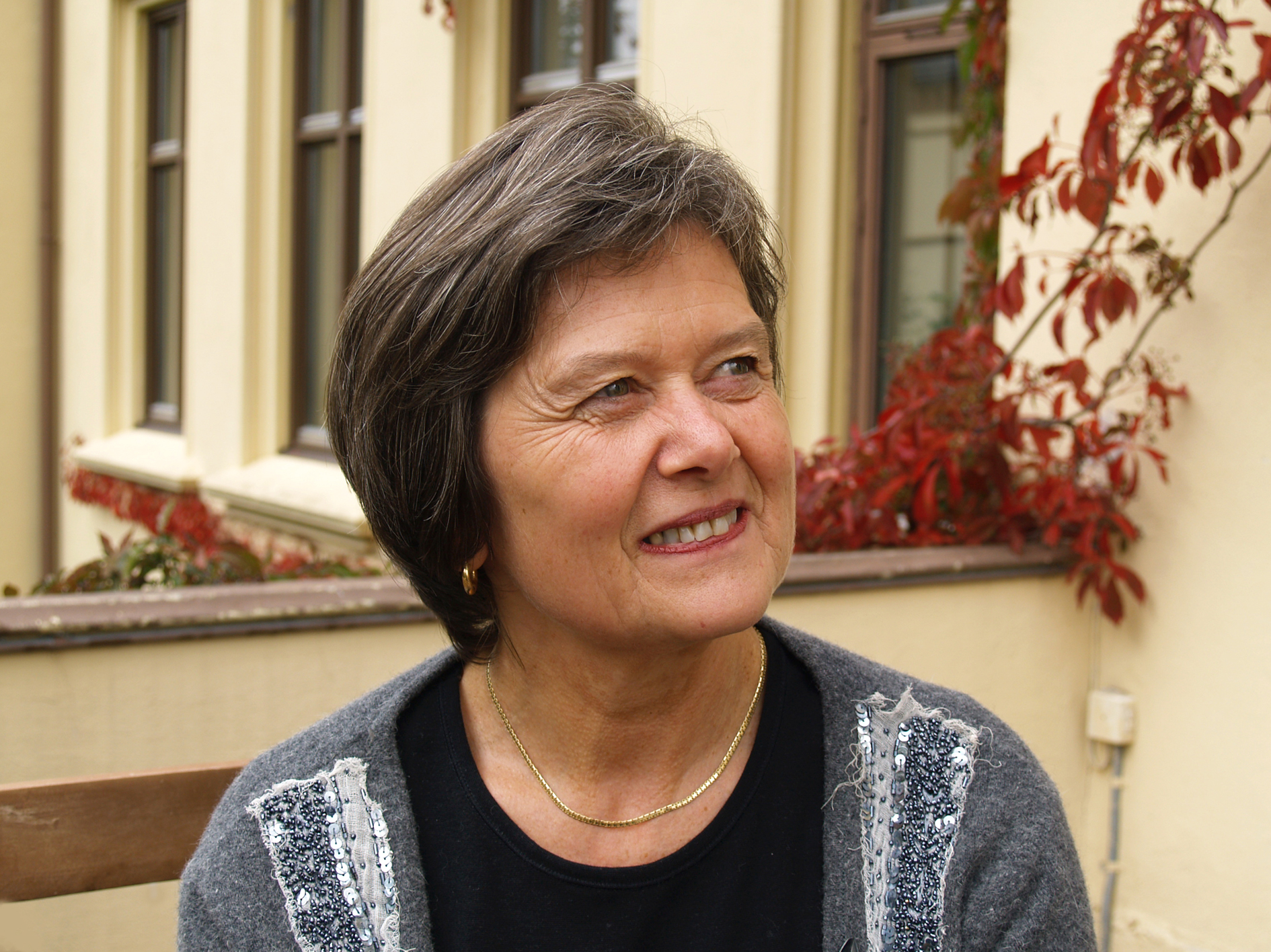
Helga Haugland Byfuglien

Helga Haugland Byfuglien, född 22 juni 1950 i Bergen, är en norsk biskop.
Hon blev biskop i Borgs stift av Norska kyrkan 2005 och, från och med 21 oktober 2010, vald preses (motsvarande ärkebiskop) i Biskopsmötet. Hon utnämndes den 25 mars 2011, som första biskop, till den nya posten som fast preses i Biskopsmötet. Hon pensionerades 2020.